# براون آيد سول
براون آيد سول (브라운 아이드 소울، تكتب هكذا Brown Eyed Soul) هي فرقة ريذم أند بلوز كورية جنوبية من خمسة أعضاء. نوعهم الموسيقي الرئيسي هو ريذم أند بلوز، والسول، مع بعض الألحان البالاد الكورية.

## وصلات خارجية
- براون آيد سول على موقع ميوزك برينز (الإنجليزية)
- براون آيد سول على موقع ديسكوغز (الإنجليزية)

- الموقع الرسمي
- فايسبوك
- اليوتيوب